# Leonel Strumia
Leonel Strumia (Villa Nueva, 29 settembre 1992) è un calciatore argentino, centrocampista del Budućnost.

## Carriera
Ha giocato nella prima divisione dei campionati lettone, kazako e cipriota. Ha collezionato complessivamente 29 presenze nelle competizioni UEFA per club: 2 in Champions League, 11 in Europa League e 16 in Conference League, tutte nei turni preliminari.

## Palmarès

### Club

#### Competizioni nazionali
- Campionato lettone: 2

Liepāja: 2015
RFS Riga: 2021
- Coppa di Lettonia: 1

Liepāja: 2017
- Coppa del Kazakistan: 1

Aqtóbe: 2024